# Ronde van Oost-Java 2010
De Ronde van Oost-Java werd in 2010 voor de zesde keer gereden. De wedstrijd werd gereden tussen 18 juni en 20 juni.

## Etappe-overzicht
| etappe | datum   | start       | eindstreep  | afstand  | winnaar          | land             |
| ------ | ------- | ----------- | ----------- | -------- | ---------------- | ---------------- |
| 1e     | 18 juni | Tulungagung | Tulungagung | 111,7 km | Hossein Alizadeh | Iran             |
| 2e     | 19 juni | Tulungagung | Tulungagung | 154,9 km | Anuar Manan      | Verenigde Staten |
| 3e     | 20 juni | Tulungagung | Tulungagung | 6,7 km   | Projo Waseso     | Polen            |

## Algemeen klassement
| rang | renner             | land       | tijd       |
| ---- | ------------------ | ---------- | ---------- |
| 1    | Hossein Alizadeh   | Iran       | 8u 10' 00" |
| 2    | Sascha Damrow      | Duitsland  | op 00' 06" |
| 3    | Hari Fitrianto     | Indonesië  | op 00' 09" |
| 4    | Eugen Wacker       | Kirgizië   | op 00' 19" |
| 5    | Shu Ming Liu       | China      | op 00' 25" |
| 6    | Hyo-Suk Gong       | Zuid-Korea | op 01' 07" |
| 7    | Masahiro Shinagawa | Japan      | op 01' 10" |
| 8    | Chun Fai Keng      | Taiwan     | zt         |
| 9    | Shih Chang Huang   | Taiwan     | zt         |
| 10   | Robin Manulang     | Indonesië  | zt         |

2005 · 
2006 · 
2007 · 
2008 · 
2009 · 
2010 · 
2011 · 
2012 · 
2013 · 
2014